# Ródope (provincia romana)
Ródope ( griego : Ῥοδόπη, Ἐπαρχία Ῥοδόπης ) fue una provincia romana tardía y provincia bizantina en los principios del imperio, situada en el norte de la costa del Egeo. Una parte de la diócesis de Tracia, se extendió a lo largo de las Montañas Ródope, que abarcaban parte de la moderna Tracia occidental (en Grecia ) y el suroeste de Bulgaria . La provincia fue encabezada por un gobernador del rango de praeses, con Trajanópolis como la capital provincial. Según el Synecdemus del siglo sexto, había otras seis ciudades de la provincia, Maronea, Maximianópolis, Nicópolis, Kereopyrgos (lugar desconocido) y Topeiros (mod. Toxotas en Grecia).
La provincia sobrevivió hasta las invasiones eslavas del siglo séptimo, aunque como una provincia eclesiástica, continuó en existencia por lo menos hasta el siglo XII. El Thema de Boleron cubría la mayor parte de la zona en la época bizantina posterior.

## Sedes epicopales
Las sedes episcopales de la provincia romana de ródope listadas en el Anuario Pontificio como sede titular:
- Eno
- Anastasiopolis
- Cypsela
- Makri (Evros)
- Maronea
- Maximianopolis en Ródope
- Genisea
- Keşan
- Trajanópolis
- Xanthi

- Datos: Q2528747